# Scorodosma

Scorodosma est un genre désuet de plantes à fleurs de la famille des Apiaceae. Décrit par le botaniste allemand Alexander von Bunge en 1846 pour l'espèce Scorodosma foetidum, ce genre est inclus dans le genre Ferula.

## Liste des espèces
D'après la World Checklist of Vascular Plants :
- Scorodosma arabica Velen. (synonyme de Ferula blanchei Boiss.)
- Scorodosma assa-foetida (L.) H.Karst. (synonyme de Ferula assa-foetida L.)
- Scorodosma foetidum Bunge (synonyme de Ferula foetida (Bunge) Regel)
- Scorodosma soongorica Korovin (synonyme de Ferula dubjanskyi Korovin)